# Raymundo Legaria
Raymundo Legaria (Gualeguaychú, Entre Ríos, 8 de abril de 1980) es un exbasquetbolista argentino que actuaba en la posición de base. Su carrera como jugador se extendió por 25 años, habiendo obtenido tres títulos de la Liga Nacional de Básquet (en las temporadas 2004-05, 2006-07 y 2009-10) y dos de la Liga de las Américas (en las temporadas 2009-10 y 2010-11) entre otros galardones. Asimismo representó a su país a nivel internacional y fue parte de la selección de Entre Ríos que conquistó el Campeonato Argentino de Básquet de 2002.

## Trayectoria
Proveniente de una familia vinculada al básquetbol, Legaria comenzó a practicar el deporte en Racing de Gualeguaychú, pasando luego a Central Entrerriano. Se inició como profesional precisamente en ese club, en donde jugaría sus primeras seis temporadas mientras el equipo se encontraba enrolado en el Torneo Nacional de Ascenso. 
En 2001 se incorporó a Ben Hur de Rafaela por pedido del entrenador Guillermo Narvarte. Con su nuevo equipo Legaria obtendría su primer título, luego de consagrarse campeón de la temporada 2001-02 del TNA, lo que poco después le permitió hacer su debut oficial en la Liga Nacional de Básquet. Dejó a los rafaelinos en 2006, luego de haber conquistado la Liga Sudamericana de Clubes de ese año.
Su siguiente destino fue Boca Juniors. Allí permaneció durante tres años, siendo el primero de ellos el más exitoso, ya que su equipo venció en la Copa Argentina de Básquet, el Campeonato Sudamericano de Clubes y la Liga Nacional de Básquet.
Legaria fue parte del plantel multicampeón de Peñarol de Mar del Plata que en la temporada 2009-10 obtuvo dos títulos nacionales y dos internacionales, aunque su rol en el equipo fue secundario. Luego de ello fichó con Regatas Corrientes, equipo con el cual volvería a ser campeón de la Liga de las Américas en marzo de 2011. 
Afectado físicamente por una serie de lesiones, a partir de julio de 2011 el base dejaría la máxima categoría del básquetbol profesional argentino para jugar en diversos equipos del ascenso. Así fue que volvió al TNA como ficha de Firmat Football Club y luego actuó en la Zona Litoral de la Liga Uruguaya de Básquetbol como refuerzo de Nacional de Fray Bentos. En 2014 disputaría su última temporada en la segunda categoría argentina como parte de Unión Progresista, pasando posteriormente a competir en el baloncesto regional entrerriano. Actuó en la Copa Ciudad de Gualeguaychú con Pueblo Nuevo (a la par de su hermano Jesús Legaria y de su sobrino Laureano Legaria) y tras ello en la Liga Provincial de Básquetbol de Entre Ríos con Racing de Gualeguaychú.
En 2016 se incorporó a Unión de Sunchales para afrontar el Torneo Federal de Básquetbol. Culminada la temporada, Legaria decidió retornar a Ben Hur para jugar en el Torneo Oficial de la Asociación Rafaelina de Básquetbol y participar luego de la Liga Provincial de Básquetbol de Santa Fe, pero ello finalmente no sucedió debido a que una lesión en una de sus rodillas lo obligó a alejarse de las canchas para recuperarse.
Legaria se unió al cuerpo de entrenadores del equipo Luis Luciano en 2018, sin embargo, al notar que todavía tenía condiciones para jugar en alto nivel, renunció a su cargo e hizo su retorno a la competición activa. Estuvo un trienio en ese club, lo que incluyó una nueva participación en el TFB en 2021.
Al retirarse pasó a desempeñarse como asistente de entrenador, trabajando en Olímpico y Neptunia.

## Selección nacional
Legaria fue miembro de la selección de básquetbol de Argentina, pero sólo jugó partidos amistosos.

## Palmarés

### Campeonatos nacionales

#### Clubes
- Liga Nacional de Básquet (3):
  - Club Sportivo Ben Hur: 2004-05
  - Club Atlético Boca Juniors: 2006-07.
  - Club Atlético Peñarol: 2009-10
- Torneo Nacional de Ascenso (1):
  - Club Sportivo Ben Hur: 2000-01.
- Torneo Súper 8 (1):
  - Club Atlético Peñarol: 2009.
- Copa Argentina (1):
  - Club Atlético Boca Juniors: 2006.

#### Selecciones
- Campeonato Argentino de Básquet (1) :
  - Provincia de Entre Ríos: 2002.

### Campeonatos internacionales
- Liga de las Américas (2):
  - Club Atlético Peñarol: 2009-10
  - Club de Regatas Corrientes: 2010-11
- Liga Sudamericana de Clubes (1):
  - Club Sportivo Ben Hur: 2006
- Campeonato Sudamericano de Clubes Campeones (1):
  - Club Atlético Boca Juniors: 2006.
- Torneo Interligas de Básquet (1):
  - Club Atlético Peñarol (Mar del Plata): 2010.

## Artículos externos
- Ficha TNA en worldhoopstats.com
- Ficha LNB en worldhoopstats.com

- Datos: Q6100859